# Grande Prêmio da Cidade do México de 2022
O Grande Prêmio da Cidade do México de 2022 (formalmente denominado Formula 1 Gran Premio De La Ciudad De México 2022) Foi a vigésima etapa do Campeonato Mundial de Fórmula 1 de 2022. Disputado em 30 de outubro de 2022 no Autódromo Hermanos Rodríguez, Cidade do México, México.

## Resultados

### Treino classificatório
| Pos.                | No. | Driver           | Constructor           | Qualifying times | Qualifying times | Qualifying times | Final grid |
| Pos.                | No. | Driver           | Constructor           | Q1               | Q2               | Q3               | Final grid |
| ------------------- | --- | ---------------- | --------------------- | ---------------- | ---------------- | ---------------- | ---------- |
| 1                   | 1   | Max Verstappen   | Red Bull Racing-RBPT  | 1:19.222         | 1:18.566         | 1:17.775         | 1          |
| 2                   | 63  | George Russell   | Mercedes              | 1:19.583         | 1:18.565         | 1:18.079         | 2          |
| 3                   | 44  | Lewis Hamilton   | Mercedes              | 1:19.169         | 1:18.552         | 1:18.084         | 3          |
| 4                   | 11  | Sergio Pérez     | Red Bull Racing-RBPT  | 1:19.706         | 1:18.615         | 1:18.128         | 4          |
| 5                   | 55  | Carlos Sainz Jr. | Ferrari               | 1:19.566         | 1:18.560         | 1.18.351         | 5          |
| 6                   | 77  | Valtteri Bottas  | Alfa Romeo-Ferrari    | 1:19.523         | 1:18.762         | 1:18.401         | 6          |
| 7                   | 16  | Charles Leclerc  | Ferrari               | 1:19.505         | 1:19.109         | 1:18.555         | 7          |
| 8                   | 4   | Lando Norris     | McLaren-Mercedes      | 1:19.857         | 1:19.119         | 1:18.721         | 8          |
| 9                   | 14  | Fernando Alonso  | Alpine-Renault        | 1:20.006         | 1:19.272         | 1:18.939         | 9          |
| 10                  | 31  | Esteban Ocon     | Alpine-Renault        | 1:19.945         | 1:19.081         | 1:19.010         | 10         |
| 11                  | 3   | Daniel Ricciardo | McLaren-Mercedes      | 1:20.279         | 1:19.325         | N/A              | 11         |
| 12                  | 24  | Zhou Guanyu      | Alfa Romeo-Ferrari    | 1:20.283         | 1:19.476         | N/A              | 12         |
| 13                  | 22  | Yuki Tsunoda     | AlphaTauri-RBPT       | 1:19.907         | 1:19.589         | N/A              | 13         |
| 14                  | 10  | Pierre Gasly     | AlphaTauri-RBPT       | 1:20.256         | 1:19.672         | N/A              | 14         |
| 15                  | 20  | Kevin Magnussen  | Haas-Ferrari          | 1:20.293         | 1:19.833         | N/A              | 191        |
| 16                  | 47  | Mick Schumacher  | Haas-Ferrari          | 1:20.4192        | N/A              | N/A              | 15         |
| 17                  | 5   | Sebastian Vettel | Aston Martin-Mercedes | 1:20.4192        | N/A              | N/A              | 16         |
| 18                  | 18  | Lance Stroll     | Aston Martin-Mercedes | 1:20.520         | N/A              | N/A              | 203        |
| 19                  | 23  | Alexander Albon  | Williams-Mercedes     | 1:20.859         | N/A              | N/A              | 17         |
| 20                  | 6   | Nicholas Latifi  | Williams-Mercedes     | 1:21.167         | N/A              | N/A              | 18         |
| 107% time: 1:24.710 |     |                  |                       |                  |                  |                  |            |
| Source:             |     |                  |                       |                  |                  |                  |            |

Notas
- ↑1  – Kevin Magnussen recebeu uma penalidade de cinco posições no grid por exceder sua cota de elementos da unidade de potência.[4]
- ↑2  – Mick Schumacher e Sebastian Vettel fizeram o mesmo tempo de volta.  Schumacher foi classificado à frente de Vettel ao marcar a volta mais cedo.[5]
- ↑3  – Lance Stroll recebeu uma penalidade de grid de três lugares por causar uma colisão com Fernando Alonso no gp anterior Grande Prêmio dos Estados Unidos.[6]

### Corrida
| Pos.                                                       | No. | Driver           | Constructor           | Laps | Time/Retired      | Grid | Points |
| ---------------------------------------------------------- | --- | ---------------- | --------------------- | ---- | ----------------- | ---- | ------ |
| 1                                                          | 1   | Max Verstappen   | Red Bull Racing-RBPT  | 71   | 1:38:36.729       | 1    | 25     |
| 2                                                          | 44  | Lewis Hamilton   | Mercedes              | 71   | +15.186           | 3    | 18     |
| 3                                                          | 11  | Sergio Pérez     | Red Bull Racing-RBPT  | 71   | +18.097           | 4    | 15     |
| 4                                                          | 63  | George Russell   | Mercedes              | 71   | +49.431           | 2    | 131    |
| 5                                                          | 55  | Carlos Sainz Jr. | Ferrari               | 71   | +58.123           | 5    | 10     |
| 6                                                          | 16  | Charles Leclerc  | Ferrari               | 71   | +1:08.774         | 7    | 8      |
| 7                                                          | 3   | Daniel Ricciardo | McLaren-Mercedes      | 70   | +1 lap            | 11   | 6      |
| 8                                                          | 31  | Esteban Ocon     | Alpine-Renault        | 70   | +1 lap            | 10   | 4      |
| 9                                                          | 4   | Lando Norris     | McLaren-Mercedes      | 70   | +1 lap            | 8    | 2      |
| 10                                                         | 77  | Valtteri Bottas  | Alfa Romeo-Ferrari    | 70   | +1 lap            | 6    | 1      |
| 11                                                         | 10  | Pierre Gasly     | AlphaTauri-RBPT       | 70   | +1 lap            | 14   |        |
| 12                                                         | 23  | Alexander Albon  | Williams-Mercedes     | 70   | +1 lap            | 17   |        |
| 13                                                         | 24  | Zhou Guanyu      | Alfa Romeo-Ferrari    | 70   | +1 lap            | 12   |        |
| 14                                                         | 5   | Sebastian Vettel | Aston Martin-Mercedes | 70   | +1 lap            | 16   |        |
| 15                                                         | 18  | Lance Stroll     | Aston Martin-Mercedes | 70   | +1 lap            | 20   |        |
| 16                                                         | 47  | Mick Schumacher  | Haas-Ferrari          | 70   | +1 lap            | 15   |        |
| 17                                                         | 20  | Kevin Magnussen  | Haas-Ferrari          | 70   | +1 lap            | 19   |        |
| 18                                                         | 6   | Nicholas Latifi  | Williams-Mercedes     | 69   | +2 laps           | 18   |        |
| 193                                                        | 14  | Fernando Alonso  | Alpine-Renault        | 63   | Motor             | 9    |        |
| Ret                                                        | 22  | Yuki Tsunoda     | AlphaTauri-RBPT       | 50   | Dano após colisão | 13   |        |
| Fastest lap: George Russell (Mercedes) – 1:20.153 (lap 71) |     |                  |                       |      |                   |      |        |
| Source::                                                   |     |                  |                       |      |                   |      |        |

Notas
•↑1  – Inclui um ponto para a volta mais rápida.
• ↑2  – Daniel Ricciardo recebeu uma penalidade de dez segundos por causar uma colisão com Yuki Tsunoda. Sua posição final não foi afetada pela penalidade.
• ↑3  – Fernando Alonso foi classificado como ele completou mais de 90% da distância da corrida.

## Curiosidades
Com a 14° vitória do Max Verstappen ele quebra o recorde de 13 vitórias do Michael Schumacher e Sebastian vettel em uma temporada.

## Voltas na Liderança
| Nº de Voltas | Piloto         | Voltas      |
| ------------ | -------------- | ----------- |
| 60           | Max Verstappen | 1-24, 35-71 |
| 4            | Lewis Hamilton | 25-29       |
| 4            | George Russell | 30-34       |

## 2022 DHL Fastest Pit Stop Award

### Resultado
| 1      | 3  | Daniel Ricciardo | McLaren-Mercedes      | 1.98 | 25 |
| 2      | 4  | Lando Norris     | McLaren-Mercedes      | 2.29 | 18 |
| 3      | 16 | Charles Leclerc  | Ferrari               | 2.34 | 15 |
| 4      | 31 | Esteban Ocon     | Alpine-Renault        | 2.35 | 12 |
| 5      | 23 | Alexander Albon  | Williams-Mercedes     | 2.52 | 10 |
| 6      | 1  | Max Verstappen   | Red Bull Racing-RBPT  | 2.58 | 8  |
| 7      | 22 | Yuki Tsunoda     | AlphaTauri-RBPT       | 2.60 | 6  |
| 8      | 5  | Sebastian Vettel | Aston Martin-Mercedes | 2.74 | 4  |
| 9      | 63 | George Russell   | Mercedes              | 2.77 | 2  |
| 10     | 18 | Lance Stroll     | Aston Martin-Mercedes | 2.98 | 1  |
| Fonte: |    |                  |                       |      |    |

### Classificação
| Tabela do DHL Fastest Pit Stop Award \| Pos \| Construtor \| Pontos \| \| --- \| --------------------- \| ------ \| \| 1 \| Red Bull Racing-RBPT \| 501 \| \| 2 \| McLaren-Mercedes \| 384 \| \| 3 \| Ferrari \| 227 \| \| 4 \| AlphaTauri-RBPT \| 204 \| \| 5 \| Aston Martin-Mercedes \| 195 \| \| 6 \| Alpine-Renault \| 192 \| \| 7 \| Williams-Mercedes \| 151 \| \| 8 \| Mercedes \| 107 \| \| 9 \| Alfa Romeo-Ferrari \| 23 \| \| 10 \| Haas-Ferrari \| 14 \| |                       |        |
| Pos | Construtor            | Pontos |
| 1 | Red Bull Racing-RBPT  | 501    |
| 2 | McLaren-Mercedes      | 384    |
| 3 | Ferrari               | 227    |
| 4 | AlphaTauri-RBPT       | 204    |
| 5 | Aston Martin-Mercedes | 195    |
| 6 | Alpine-Renault        | 192    |
| 7 | Williams-Mercedes     | 151    |
| 8 | Mercedes              | 107    |
| 9 | Alfa Romeo-Ferrari    | 23     |
| 10 | Haas-Ferrari          | 14     |

|  |              |
|  | Campeão      |
|  | Vice-campeão |

## Tabela do Campeonato após a corrida
|         | Pos. | Driver          | Points |
| ------- | ---- | --------------- | ------ |
|         | 1    | Max Verstappen  | 416    |
| 1       | 2    | Sergio Pérez    | 280    |
| 1       | 3    | Charles Leclerc | 275    |
|         | 4    | George Russell  | 231    |
| 1       | 5    | Lewis Hamilton  | 216    |
| Source: |      |                 |        |

|         | Pos. | Constructor          | Points |
| ------- | ---- | -------------------- | ------ |
|         | 1    | Red Bull Racing-RBPT | 696    |
|         | 2    | Ferrari              | 487    |
|         | 3    | Mercedes             | 447    |
|         | 4    | Alpine-Renault       | 153    |
|         | 5    | McLaren-Mercedes     | 146    |
| Source: |      |                      |        |

|  |         |
|  | Campeão |